# Myriam Marzouki
 (mars 2023).
Myriam Marzouki, née en 1975 à Strasbourg, est une metteuse en scène et directrice artistique franco-tunisienne. 

## Biographie
Myriam Marzouki est la fille du militant des droits de l'homme et président de la République tunisienne Moncef Marzouki. Élève de l'École normale supérieure et agrégée de philosophie, elle se forme au théâtre grâce à des ateliers universitaires ainsi qu'à l'atelier du Théâtre de Chaillot.
Elle est la directrice artistique de la Compagnie du dernier soir, qu'elle créée en 2002. Elle choisit de travailler avec des textes contemporains, collaborant parfois avec leurs auteurs et autrices dans le cadre de la création des pièces. Elle compose un « théâtre documentaire ».
Ainsi dans la pièce Ce qui nous regarde, qui évoque le point de vue occidental sur le voile islamique, un acteur récit la Première épître aux Corinthiens de saint Paul, qui rappelle que le port du voile a d'abord été une prescription chrétienne. Ensuite sont montrés des passages du film de Pier Paolo Pasolini, La Rage, et des photos de Marilyn Monroe ; un tel « montage documentaire » permet de critiquer « la réification du corps féminin par la société capitaliste ».

## Productions
Myriam Marzouki a monté de nombreuses productions :
- 2004 : Les Quasi-Monténégrins, texte de Nathalie Quintane, publié aux Éditions P.O.L en 2003 (création) ;
- 2006 : Être tout choses… autour de textes de Georges Perec, Francis Ponge et Nathalie Quintane (création),
- 2008 : United Problems of Coût de la Main-d'œuvre, texte de Jean-Charles Massera (création à la Maison de la Poésie) ;
- 2009 : Europeana, une brève histoire du XXe siècle, texte de Patrik Ouředník (création) ;
- 2010 : Hélène, mode d'emploi en collaboration avec Véronique Pittolo (création) ;
- 2011 : Invest in democracy, une « conférence performance » dans le cadre de la session poster mouvement au Festival d'Avignon. Cette petite forme est une déclinaison préparatoire du spectacle Le Début de quelque chose.
- 2011 : Le Début de quelque chose, d'après le texte d'Hugues Jallon publié chez Verticales en 2011, programmé dans le cadre du Festival d'Avignon 2013[3] ;
- 2012 : Laissez-nous juste le temps de vous détruire, à partir d'un texte inédit d'Emmanuelle Pireyre[4] ;
- 2016 : Ce qui nous regarde, d’après des extraits de textes de Virginie Despentes, Alain Badiou, Pier Paolo Pasolini, Patrick Boucheron et Mathieu Riboulet[5] ;
- 2019 : Que viennent les barbares, textes de Sébastien Lepotvin et Myriam Marzouki, avec des extraits de Constantin Cavafy et Jean Sénac et des passages librement inspirés des interviews et récits de Mohamed Ali, James Mark Baldwin et Claude Lévi-Strauss ;
- 2023 : Nos ailes brûlent aussi créé avec Sébastien Lepotvin à la MC93 Bobigny[6].